# The Widow (film 1909)
The Widow è un cortometraggio muto del 1909 diretto da Gilbert M. 'Broncho Billy' Anderson.

## Produzione
Il film, che fu prodotto dalla Essanay Film Manufacturing Company, venne girato a Chicago, dove la casa di produzione aveva la sua sede principale.

## Distribuzione
Il film, un cortometraggio della lunghezza di 158 metri - uscì nelle sale cinematografiche USA il 20 ottobre 1909. Nelle proiezioni, veniva programmato con il sistema dello split reel, accorpato in un'unica bobina con un altro cortometraggio prodotto dall'Essanay, il dramma A Woman's Wit.